# Муксерат
Муксерат (нім. Muxerath) — громада в Німеччині, розташована в землі Рейнланд-Пфальц. Входить до складу району Бітбург-Прюм. Складова частина об'єднання громад Зюдайфель.
Площа — 4,54 км2. Населення становить 40 ос. (станом на 31 грудня 2020).